# Manchester Business School
De acordo com o Financial Times 2011 Global MBA Ranking, seu programa de MBA foi classificado na 29ª posição no mundo, e seu programa de Pós-Graduação e de Doutorado (PhD e DBA) foram classificados em 1º lugar no mundo. MBS "Marketing" foi classificado em 9º no mundo, e sua escola de "Negócios Internacionais" foi classificada em 10ª no mundo, de acordo com o ranking do Financial Times de 2012.

## História

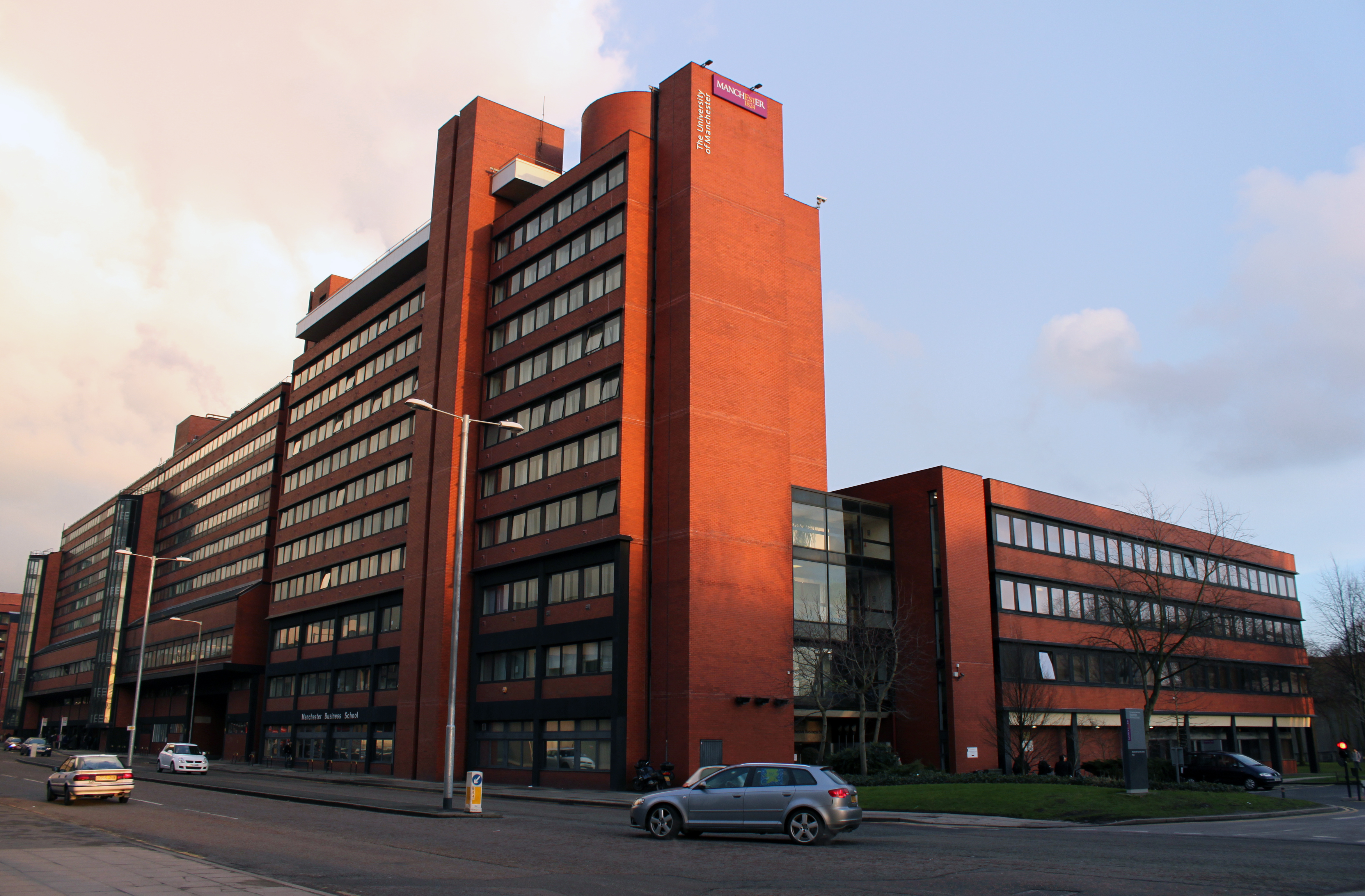
MBS vista do Oeste a partir da Booth de Street West

A "nova" Manchester Business School foi fundada em 2004 como resultado da fusão da UMIST's Manchester School of Management, o Instituto de Investigação e Inovação (IoIR), a Victoria University of Manchester's Escola de Contabilidade e Finanças, e a "velha" Manchester Business School. Antes da fusão, as partes constituintes da nova MBS formavam, desde 1994, o "Manchester Federal School of Business and Management"  e ocupavam edifícios próximos, um em cada lado da Oxford Road
A fundação da escola remonta a 1918, quando o Manchester Municipal College of Technology (conhecido como UMIST), foi pioneiro na formação acadêmica em gestão, com a formação de um Departamento de Administração Industrial financiado por um fundo do magnata do amianto Sir Samuel Turner.
A London School of Economics (Escola de Economia de Londres) e a Manchester Municipal College Technology (Faculdade Municipal de Tecnologia de Manchester), foram as primeiras instituições de ensino superior no Reino Unido, seguindo a tendência dos EUA de ofertar programas de pós-graduação em gestão, na década de 1930. O Departamento de Administração Industrial foi fortemente influenciado pelo pioneiro da ciência da gestão Charles Garonne Renold. O Relatório Robbins na década de 1960 recomendava que dois centros nacionais de pós-graduação de educação em negócios fossem criados, e o Relatório de Franks, posteriormente, sugeriu que um seria em Londres, centrado na University of London (Universidade de Londres), e o outro em Manchester, centrado na (Victoria), Universidade e UMIST. Como resultado, Manchester foi uma das duas primeiras escolas de negócios do Reino Unido a oferecer MBA.
Em 21 de setembro de 2015, Manchester Business School mudou seu nome para Aliança Manchester Business School, por causa das doações do Senhor David Alliance de Manchester e seus companheiros da Alliance Family Foundation.

## Organização
A escola é do âmbito da Faculdade de ciências Humanas da Universidade de Manchester. A de 2008
com mais de 200 docentes, é o maior campus de uma escola de negócios no país, e três quartos de seus estudantes são alunos estrangeiros, de fora do Reino Unido.
Manchester oferece Ph. D (tempo integral e parcial); D. B. - Doutorado em Administração de Negócios (executivo tempo parcial); MBA - Master of Business Administration (tempo integral, executivo em tempo parcial, e blended learning); diversas especialidades em programas de mestrado, bem como cursos de graduação. Os requisitos de admissão para os cursos de graduação e pós-graduação, são altamente competitivos. Para os cursos populares de graduação, tais como Contabilidade e/ou Finanças existem apenas 70 vagas disponíveis para cerca de 1600 candidatos. Desde de 2006, para o programa de MBA, é exigida uma experiência mínima de trabalho de 3 anos, além de uma boa nota no GMAT.
O programa de MBA de tempo integral, com duração de 18 meses, é conhecido pelo método "Manchester Method", que coloca ênfase no aprendizado, fazendo ao longo de todo o período de duração do programa, projetos reais. além disso, a escola oferece os programas chamados de "Manchester Gold", um esquema de orientação, que visa proporcionar aos alunos, oportunidades de se reunir regularmente com os profissionais de diversos setores e indústrias. No ano de 2015, mentores de alto-perfil vindos de empresas como por exemplo: Morgan Stanley, PricewaterhouseCoopers, a Royal Dutch Shell, IBM Global Services e a GlaxoSmithKline , entre muitos outros.
Desde 2013 o Chefe da MB é a Professora Fiona Devine OBE. O conselho consultivo da escola é presidido pelo empresário Tony De Nunzio.

## Reputação e Reconhecimentos
O seu MBA faz parte de um seleto grupo a nível mundial a receber o triple accreditation pela AACSB International, AMBA e EQUIS. O programa também tem a parceria do programa do CFA Institute.
O Financial Times Global MBA Ranking de 2015 classificou em sua pesquisa, o MBA da MBS em 5º no Reino Unido, 12º  na Europa e 35º do mundo.
Em 2011, a MBS foi classificada entre as 30 melhores escolas de negócios do mundo para um programa de MBA, e em 1º lugar no mundo para o programa de doutorado (ambos Ph. D e D. B. A). Também classificada em 6º na Europa, para o percentual de aumento de salário de seus graduados. Em relação as experiências internacionais, a MBS foi classificada em 17º do mundo e 7º na Europa, assim como é classificada em 13º no mundo em relação ao progresso da carreira alumni. O salário médio de um graduado no MBA da MBS, depois de três anos, é de US$ 116,100 - o 12º maior do entre as escolas de negócios Européias.
Outras classificações, como a mais recente lista da Forbes, que lista as escolas de negócio de acordo com seu "retorno de investimento", através de uma pesquisa realizada com ex-alunos sobre seus salários, classificou a MBS em 2º lugar no Reino Unido e o 5º no mundo. Na pesquisa Which MBA? a MBS alcançou o 5º lugar no Reino Unido, 8º na Europa e 30º no mundo. O MBA Career Guide, de MBAs internacionais, classificou a MBS em 2º lugar no Reino Unido, 7º na Europa e 15º do mundo. Em 2009, na QS Global 200 Business Schools Report a escola foi classificada em 14º na Europa.
Na pesquisa realizada pelo governo do Reino Unido, Research Assessment Exercise (RAE 2008), a MBS foi classificada em primeiro lugar de todas as universidades do Reino Unido para pesquisas em Negócios e Gestão, Finanças e Contabilidade. O Financial Times classificou o programa de PhD da MBS em 1º lugar no Mundo (Janeiro de 2012).
Além disso, MBS foi selecionada pela Agência de Fronteiras do Reino Unido como parte do programa "Highly Skilled Migrante Programme" que dá aos graduados em MBAs, das 50 melhores escolas de negócios do mundo, pontos extras de qualificação e ajuda-os a atender os requisitos de visto para trabalhar no Reino Unido. A Quality Assurance Agency for Higher Education (QAA) avaliou a qualidade de ensino da escola com 24 de 24 pontos possíveis.

## Programa de MBA Global
MBS oferece uma opção de MBA Global em tempo parcial. Este programa oferece aulas online, possibilitando os alunos de estudar em qualquer um dos sete centros globais da MBS, e receber o mesmo grau. Os alunos podem ter aulas em Manchester, Brasil, China, Hong Kong, Cingapura, Dubai e Miami. os alunos passam uma semana por semestre, participando de workshops em um dos sete centros, e as dez noites de estadia em um hotel estão inclusas nos custos de matrícula. Cada centro tem sua própria equipe de funcionários e instalações e todos eles juntos tem capacidade para mais de 3.500 alunos de mais de 100 países em todo o mundo. O mesmo corpo docente ensina através dos centros, representando quarenta países diferentes.

## Edifícios
A parte mais antiga da MBS, chamada de "MBS Oeste" é parte do complexo central da universidade, localizada no canto sudoeste da Oxford Road e Booth Street West. A construção contém salas de aula e de conferências, suites e um restaurante, incluindo um hotel com 101 quartos,cuja abertura foi em 2017. É também o lar do programa de MBA. O complexo foi projetado por Hugh Wilson e Lewis Womersley e é datado da década de 1970. A parte mais nova "MBS Leste" fica no canto nordeste da Oxford Road e Booth Street East. Ele foi concluído em 1997, no momento em que os departamentos da UMIST se uniram para formar a Federal School. O edifício custou 7 milhões de libras e foi projetado por arquitetos de Londres arquitetos ORMS. MBS Leste abriga atualmente cursos de graduação e Centros de Pesquisas da MBS.
O grupo MAFG, Manchester Accounting and Finance Group, da MBS está localizado na Crawford House, que está situada ao lado oposto da MBS Leste, no canto sudoeste da Oxford Road e Booth Street West, e estão ligados através de uma passarela de pedestres. O Manchester Centro Empresarial (Manchester Enterprise Centre), pioneiro da graduação de "Mestre de Empresa", está localizado no edifício Zochonis, na Brunswick Street.

## Pesquisas
No início de 2001, o Research Assessment Exercise (Exercício de Avaliação de Pesquisa) (pré-fusão), tanto a "velha" Manchester Business School e a Manchester School of Management foram avaliadas com nota 5. A Escola de Contabilidade e Finanças de Manchester é uma de apenas duas escolas de contabilidade e finanças no Reino Unido com avaliação nota 6* pela RAE
De acordo com uma pesquisa publicada pela Contabilidade e Finanças , em 2008, a MBS é classificado como o "número um do mundo para a pesquisa contábil".
A MBS tem vários centros de pesquisa com prestígio internacional. Estes incluem centros de pesquisas nas áreas de ciências da decisão, de emprego e de estudos do trabalho, gestão da tecnologia e inovação, e estudos críticos de gestão. Entre os Professores com reputação global estão: Fiona Devine (Sociologia), Lucas Georghiou ("Política"), Ian Miles (Inovação Tecnológica e Mudança Social), Giovanni Dosi (Inovação em Economia), Paul Jackson (Comunicação Corporativa), Joseph Stiglitz (Economia), Thomas Kirchmaier (Estratégia Empresarial/Gestão), Colin Talbot (Políticas Públicas e Gestão), Jikyeong Kang (Marketing), João Hassard (Organização de Estudos), Mick Marchington (HRM), Jill Rubery FBA (Estudos de Empregos), Trevor Wood-Harper (Sistemas de Informação), Pedro Kawalek (Sistemas de Informação e Estratégia), Maria Nedeva (Gestão da Inovação), Andrew Stark (Finanças), e Richard Whitley (Sistemas comerciais).